# Пригоди Симона Коніанського
«Пригоди Симона Коніанського» — фільм 2009 року.

## Зміст
Симон змушений повернутися жити в отчий дім. Це не подобається ні йому, ні його батькові. Метушливі родичі намагаються знайти Симону хорошу єврейську наречену, що ще більше загострює обстановку. Коли батько Симона вмирає, чоловікові необхідно виконати його передсмертне бажання – поховати покійного в одному українському селі. Симон і його невгамовні родичі вирушають у цікаву подорож.